# Veganzones
Veganzones – gmina w Hiszpanii, w prowincji Segowia, w Kastylii i León, o powierzchni 21,96 km². W 2011 roku gmina liczyła 282 mieszkańców.